# ساحل اسلاتر (دلاور)
ساحل اسلاتر، دلاور (به انگلیسی: Slaughter Beach, Delaware) یک سکونتگاه مسکونی در ایالات متحده آمریکا با جمعیت ۲۰۷ نفر است که در دلاویر واقع شده‌است.